# El Dorado Correctional Facility
Die El Dorado Correctional Facility, oder EDCF, ist eine Hochsicherheitsstrafanstalt im Prospect Township in Butler County, Kansas, östlich der Stadt El Dorado.
In der EDCF ist  die Reception and Diagnostic Unit (RDU) der Gefängnisbehörde Kansas untergebracht. Insassen können hier auf ihren Geisteszustand hin untersucht werden.
Es handelt sich um die größte Strafanstalt für lang einsitzende Verurteilte in Kansas. In drei Zellenblöcken befinden sich über 350 Betten. In diesen Zellenblöcken dürfen die Insassen eine Stunde am Tag die Zelle verlassen. Alle Todeskandidaten Kansas’ sitzen in der EDCF ein. Die Exekutionen werden in der Lansing Correctional Facility in Lansing, Kansas, vollstreckt.
Die El Dorado Correctional Facility wurde 1991 eröffnet und wurde errichtet, um das Problem der Überbelegung in Kansas’ Gefängnissen zu lösen und ist die neueste Strafanstalt in Kansas. Gemessen an der Insassenzahl ist es das drittgrößte Gefängnis. Erweiterungsbauten sind geplant.
2007 gelang die erste Flucht aus dem Gefängnis. Jesse Bell und Steven Ford flohen mit Unterstützung der früheren Gefängnismitarbeiterin Amber Goff. Drei Tage später verhaftete man sie in Grants, New Mexico.

## Bekannte Insassen
- Die Gebrüder Carr, die fünf Menschen um das Jahr 2000 ermordeten (als Wichita-Massaker bekannt)
- Michael Marsh, dessen Berufungsverfahren fast die Todesstrafe in Kansas zu Fall gebracht hätte
- Dennis Rader,[3] der sogenannte BTK-Killer, der zwischen 1974 und 1991 zehn Menschen ermordete und erst 2005 gefasst wurde
- Justin Thurber, vergewaltigte und ermordete 2007 Jodi LeAnn Sanderholm in Arkansas City, zum Tode verurteilt
- John Edward Robinson (* 1943), Serienmörder
- Michael Jones, tötete 2015 seinen Sohn Adrian und verfütterte die Leiche an Schweine